# Monastero Troickij Makar'ev
Il monastero Troickij Makar'ev' (in russo Троицкий Макарьев монастырь?, Troickij Makar'ev monastyr) era un monastero situato a Kaljazin, in Russia, che fu sommerso nell'ambito della creazione del bacino di Uglič. Esso rappresentava l'insieme più completo dell'architettura pre-petrina nell'est dell'oblast' di Tver'.

## Storia

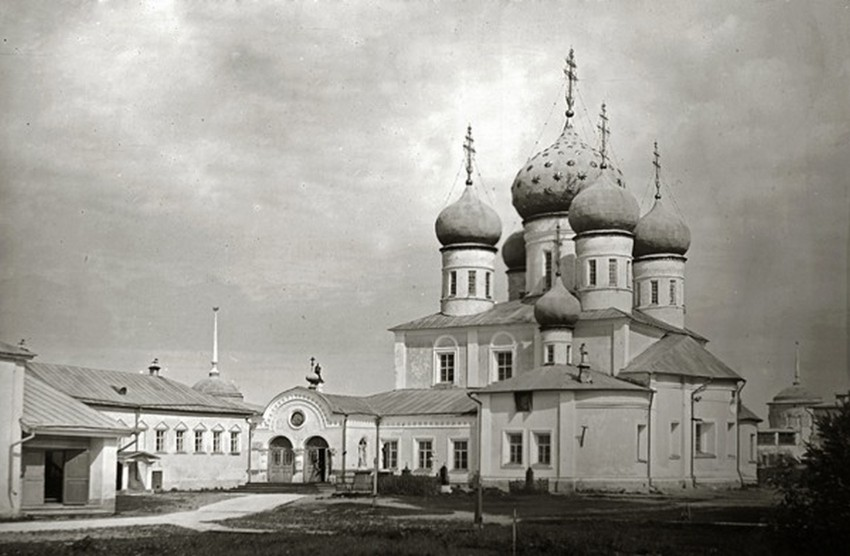
La Cattedrale della Trinità presso il monastero, 1900

Il monastero fu fondato dal monaco Macario di Kaljazin, originario di una nobile famiglia di Kašin che, dopo aver ricevuto la tonsura monastica nel monastero Klobukov, si era stabilito sulla sponda sinistra del Volga nei pressi del monastero Nikolo-Žabenskij, dove fondò il monastero della Trinità. La struttura divenne presto una roccaforte dei mercanti di Novgorod che si recavano in zona per affari, come confermato dal commerciante Afanasij Nikitin, il quale menziona una visita al monastero nel 1466.
Per volere del principe Jurij Ivanovič, negli anni '20 del Cinquecento venne eretto un monastero in pietra, seguito dalla Cattedrale della Trinità ad opera dei maestri di Rostov, sopravvissuta fino al XX secolo. Nel 1609, sotto le mura del monastero, il comandante Michail Skopin-Šujskij formò il suo esercito contro Falso Dimitri II di Russia. In seguito egli avrebbe poi respinto un attacco da parte di Jan Piotr Sapieha nell'ambito della guerra polacco-moscovita e si sarebbe diretto a liberare il monastero della Trinità di San Sergio e la città di Mosca. Ciò nonostante, nel 1610 il monastero fu saccheggiato dai lisowczycy, i quali annientarono le truppe difensive guidate da Davyd Vasil'evič Žerebcov e si appropriarono del santuario d'argento di san Macario donato al monastero da Boris Godunov.
Dopo il periodo dei torbidi, il monastero fu tra i primi a essere restaurato. Nella prima metà del XVII secolo venne costruita la chiesa di san Macario, oltre alle celle monastiche, al campanile e alle torri con le mura. In seguito alla visita dello zar Alessio Michajlovič, per suo volere fu costruita una nuova cattedrale con cinque cupole, consacrata nel 1654 e poi dipinta.
Il monastero fu chiuso all'inizio del 1920, e negli anni '40 andò sommerso nell'ambito della creazione del bacino di Uglič, insieme a tutta la parte vecchia della città di Kaljazin. Analoga sorte toccò poi al non meno antico monastero dell'Intercessione, che sorgeva di fronte a Uglič. Dopo la creazione del bacino artificiale, grazie a una spedizione dell'Accademia di architettura dell'URSS furono salvati 126 frammenti di pittura murale rimossi dalle pareti della Cattedrale della Trinità, che ammontavano a una superficie totale di 185 metri quadrati. Gran parte di questi reperti furono portati al museo dell'architettura "Aleksej Ščusev" di Mosca, che possiede anche alcuni elementi della decorazione in pietra della chiesa, nonché un affresco di 150 m della metà del XVII secolo. Il portale della Cattedrale della Trinità  è incastonato nel muro del monastero Donskoj.
Sul luogo dove sorgeva il monastero vi sono due isole denominate "isole monastiche". Negli anni 2000, sulle fondamenta storiche è stata restaurata in mattoni rossi la torre sud-occidentale che ospitava la cappella di Macario di Kaljazin.